# コントロールゾーン

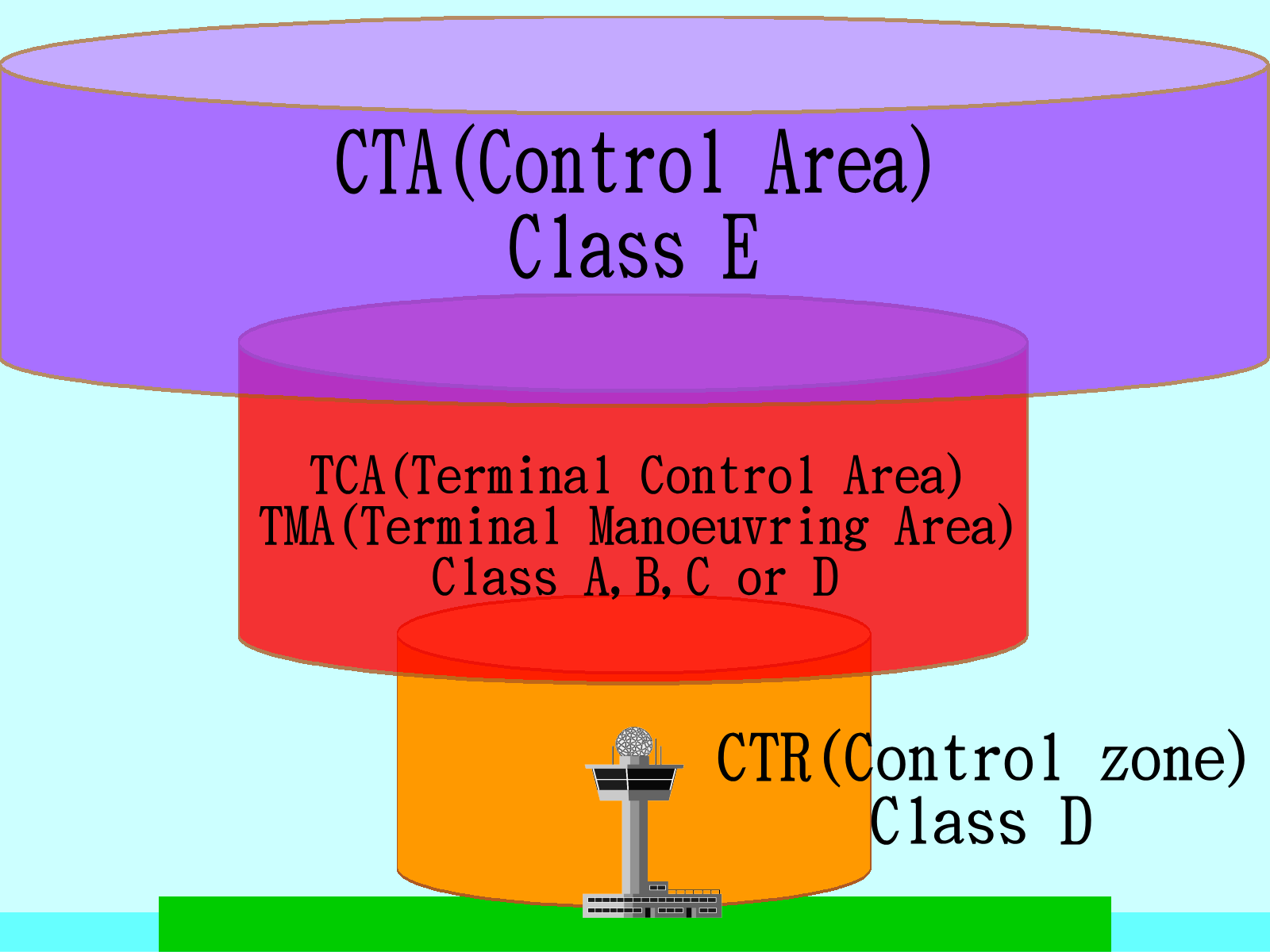
管制区域と空域クラスの概略図（※国によって空域とクラスは異なる）

コントロールゾーン（英語: Control zone (CTR)）は、通常、空港周辺の管制空域の下方に位置し、その空港を発着する航空交通を保護するために設けられ、地表から特定の上限まで延びる管制空域。

## 概説
CTRは定義上、管理空域であるため、航空機は航空管制から特定のクリアランスを取得した後にのみ飛行できる。これは、空港の航空管制官がその空域にどの航空機がいるかを正確に把握し、空域の分離またはトラフィック情報の受け渡すことにより、航空機が互いに確実に認識できるようにするための措置を講じることができることを意味する。
アメリカでは、コントロールゾーンという用語は使用されなくなりクラスD空域（英語: class D airspaces）に置き換わっている。通常、小規模な商業空港の周辺では、直径5マイル (8.0 km)、高さ2,000フィート (610 m)AGLの空域。航空機は、クラスD空域に入る前に管制塔との無線通信を確立し、クラスD空域内では通信を維持することが要求される。つまり、クラスD空域を飛行するためには、航空機は少なくとも携帯用無線機を装備していなければならない。
イギリスでは、コントロールゾーンは通常クラスD空域であり、通常は地表から2,000フィート (610 m)AGLまで広がっている。通常、長方形で、主要滑走路の軸に沿って伸びているが、より複雑な空域が必要な場合は、不規則な形状が使用される場合がある(リバプール空港とイースト・ミッドランズ空港を参照)。コントロールエリア(CTA) は、多くの場合、CTRと近くの航空路との間に配置され、航空路の発着に途切れることなく管理された空域を提供する。
ドイツでは、コントロールゾーンはD(CTR)と呼ばれる特別なタイプのクラスD空域である。通常のドイツのクラスD空域との主な違いは、CTR内に最低限必要な雲底が1,500フィート (460 m)AGLであることである。

## アメリカの空域クラス

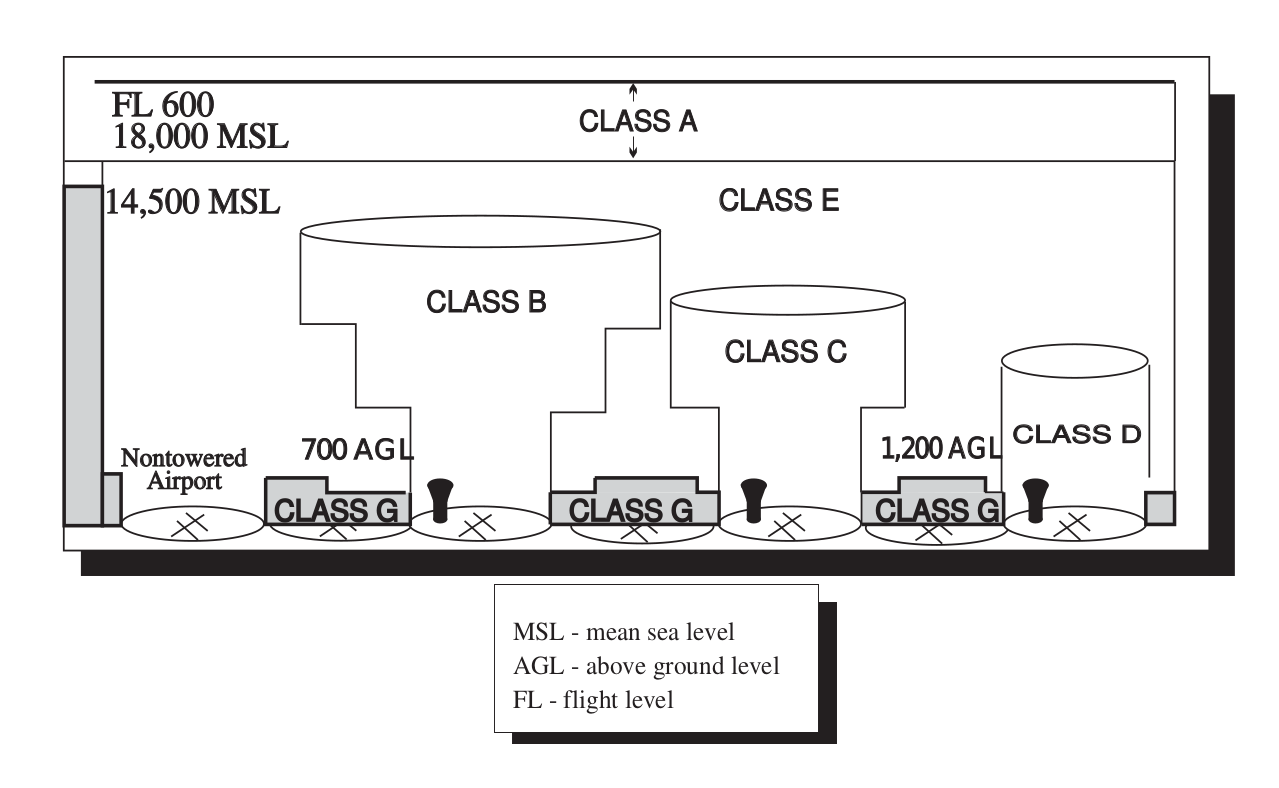
Airspace classes in the United States